# Освіта дорослих: теорія, досвід, перспективи
«Освіта дорослих: теорія, досвід, перспективи» — збірник наукових праць.

## Історія та зміст
Заснований у 2009 році Інститутом педагогічної освіти і освіти дорослих НАПНУ в Києві.
Видають двічі на рік. Матеріали друкують українською, російською, англійською та польською мовами. Тираж — 300 примірників. 
Публікують результати наукових досліджень з проблем освіти дорослих, зокрема змісту, напрямів її розвитку, порівняльного аналізу вітчизняного та зарубіжного досвіду. 
Рубрики: «Теоретико-методологічні проблеми розвитку освіти дорослих в умовах глобалізаційних та інтеграційних процесів», «Освіта дорослих в контексті порівняльно-педагогічних досліджень», «Андрагогічні засади професійної підготовки педагогів», «Історико-педагогічні проблеми освіти дорослих», «Інформаційно-комунікаційні технології в освіті дорослих».
Головний редактор — Л. Лук'янова.